# Frasradikal
Frasradikal (eng high-flown radical), pejorativt politiskt uttryck, främst använt i socialistiska sammanhang, med betydelsen av politisk aktivist, som ständigt strör högtravande politiska fraser runt sig, men utan att själv skrida till någon politisk handling.
Uttrycket användes i Gunnar Gällmos under pseudonymen Ferdinand Fitzschkloff utgivna bok "Uppror" (1975):
- Förbaskade frasradikal, sade den subversive drummeln. Så osammanhängande som du strör slagord kring dig i stället för att göra något kunde man tro att du var hemlig agent för Nostranska Kretsen och försökte spela revolutionär.
Lenins bok Radikalismen - kommunismens barnsjukdom behandlar delvis denna politiska tendens inom kommunistpartiet liksom hans artiklar i förbindelse med meningsmotsättningarna inom partiet i frågan om freden i Brest-Litovsk.